# Olympische Winterspiele 1936/Eisschnelllauf
Bei den IV. Olympischen Winterspielen 1936 in Garmisch-Partenkirchen wurde vier Wettbewerbe im Eisschnelllauf ausgetragen. Austragungsort war die Natureisbahn Rießersee.

## Bilanz

### Medaillenspiegel
| Platz | Land               | Gold | Silber | Bronze | Gesamt |
| ----- | ------------------ | ---- | ------ | ------ | ------ |
| 1     | Norwegen           | 4    | 2      | –      | 6      |
| 2     | Finnland           | –    | 2      | 2      | 4      |
| 3     | Österreich         | –    | –      | 1      | 1      |
| 3     | Vereinigte Staaten | –    | –      | 1      | 1      |

### Medaillengewinner
| Konkurrenz | Gold              | Silber          | Bronze          |
| ---------- | ----------------- | --------------- | --------------- |
| 500 m      | Ivar Ballangrud   | Georg Krog      | Leo Freisinger  |
| 1500 m     | Charles Mathiesen | Ivar Ballangrud | Birger Wasenius |
| 5000 m     | Ivar Ballangrud   | Birger Wasenius | Antero Ojala    |
| 10.000 m   | Ivar Ballangrud   | Birger Wasenius | Max Stiepl      |

## Ergebnisse

### 500 m
| Platz | Land | Sportler          | Zeit (s) |
| ----- | ---- | ----------------- | -------- |
| 1     | NOR  | Ivar Ballangrud   | 43,4     |
| 2     | NOR  | Georg Krog        | 43,5     |
| 3     | USA  | Leo Freisinger    | 44,0     |
| 4     | JPN  | Ishihara Shōzō    | 44,1     |
| 5     | USA  | Delbert Lamb      | 44,8     |
| 6     | AUT  | Karl Leban        | 44,8     |
| 6     | USA  | Allan Potts       | 44,8     |
| 8     | FIN  | Antero Ojala      | 44,9     |
| 8     | FIN  | Jorma Ruissalo    | 44,9     |
| 8     | FIN  | Birger Wasenius   | 44,9     |
|       |      |                   |          |
| 13    | AUT  | Karl Wazulek      | 45,1     |
| 19    | GER  | Willy Sandner     | 46,2     |
| 21    | AUT  | Ferdinand Preindl | 46,4     |
| 24    | AUT  | Gustav Slanec     | 46,7     |
| 28    | GER  | Heinz Sames       | 47,0     |

11. Februar 1936, 10:00 Uhr 

36 Teilnehmer aus 14 Ländern, davon 35 in der Wertung.
Im ersten Bewerb gewann Norwegen erstmals eine Goldmedaille, nachdem es im Alpinbereich, trotz jeweiliger Führung nach den Abfahrten, und am Vortag in der Langlaufstaffel nicht geklappt hatte. Favorit war allerdings der Weltrekordhalter von 1933, Hans Engnestangen, gewesen, von dem durch die skandinavische Presse auch erwartet worden war, den nun von Allan Potts am 18. Januar 1936 in Oslo aufgestellten Weltrekord zurückzuholen. Engnestangen startete gegen Mittag, enteilte seinem Widerpart Heinz Sames äußerst schnell und kam mit großen Vorsprung in die Zielkurve, als er der Länge nach hinfiel. Allgemein hatten alle schnellen Läufer in den Kurven große Mühe. Womöglich war die Temperatur von −20 °C vom Morgen der Eisqualität abträglich gewesen. Ballangrund startete angesichts dieser Verhältnisse vorsichtig und ließ sich zu keiner schnellen Gangart verleiten. Seine 43,4 s waren für die aktuellen Verhältnisse (Weltrekord: 42,4 s) nicht überragend, reichten aber zur Egalisierung des Olympiarekordes von Clas Thunberg aus dem Jahr 1928 und letztlich zum Sieg. Kritikpunkt an der Organisation war, dass der Wettbewerb schleppend abgewickelt wurde, was für das Publikum bei der Kälte doppelt unangenehm war.

### 1500 m
| Platz | Land | Sportler            | Zeit (min)  |
| ----- | ---- | ------------------- | ----------- |
| 1     | NOR  | Charles Mathiesen   | 2:19,2 (OR) |
| 2     | NOR  | Ivar Ballangrud     | 2:20,2      |
| 3     | FIN  | Birger Wasenius     | 2:20,9      |
| 4     | USA  | Leo Freisinger      | 2:21,3      |
| 5     | AUT  | Max Stiepl          | 2:21,6      |
| 6     | AUT  | Karl Wazulek        | 2:22,2      |
| 7     | NOR  | Harry Haraldsen     | 2:22,4      |
| 8     | NOR  | Hans Engnestangen   | 2:23,0      |
| 9     | FIN  | Ossi Blomqvist      | 2:23,2      |
| 9     | FIN  | Antero Ojala        | 2:23,2      |
| 9     | NED  | Dolf van der Scheer | 2:23,2      |
| 12    | AUT  | Karl Leban          | 2:24,3      |
|       |      |                     |             |
| 16    | GER  | Willy Sandner       | 2:25,3      |
| 25    | AUT  | Ferdinand Preindl   | 2:29,0      |
| 27    | GER  | Heinz Sames         | 2:29,3      |

13. Februar 1936, 10:00 Uhr 

37 Teilnehmer aus 15 Ländern, alle in der Wertung.
Rund 2.000 Zuschauer hatten sich versammelt, die Norweger galten als Favoriten. Wie schon in den vorangegangenen Bewerben wurden die Vorsprünge fast immer in den Kurven herausgeholt. Die Füße setzten ganz dicht beieinander auf, das Körpergewicht lag vollkommen nach innen, die Schwerpunktlage blieb absolut unverändert und selbst der rechte Arm ruderte oft weniger als in der Geraden. Die Japaner durchliefen die Kurven und die Geraden sogar mit zurückgelegten Armen. Vor dem Start hatte der Platzsprecher verkündet, dass die Skandinavier versuchen würden, den Weltrekord von 2:17,4 zu unterbieten. Dieses Vorhaben gelang nicht, weil sie auf keine vollwertigen Partner trafen. Ballangrund traf auf Freisinger, den er schon nach der ersten Runde abgehängt hatte, Mathiesens Gegner war Stiepl, der von Wasenius war Karl Leban.

### 5000 m
| Platz | Land | Sportler            | Zeit (min)  |
| ----- | ---- | ------------------- | ----------- |
| 1     | NOR  | Ivar Ballangrud     | 8:19,6 (OR) |
| 2     | FIN  | Birger Wasenius     | 8:23,3      |
| 3     | FIN  | Antero Ojala        | 8:30,1      |
| 4     | NED  | Jan Langedijk       | 8:32,0      |
| 5     | AUT  | Max Stiepl          | 8:35,0      |
| 6     | FIN  | Ossi Blomqvist      | 8:36,6      |
| 7     | NOR  | Charles Mathiesen   | 8:36,9      |
| 8     | AUT  | Karl Wazulek        | 8:38,4      |
| 9     | NOR  | Michael Staksrud    | 8:38,5      |
| 10    | NED  | Dolf van der Scheer | 8:43,3      |
|       |      |                     |             |
| 13    | GER  | Heinz Sames         | 8:48,5      |
| 19    | AUT  | Wilhelm Löwinger    | 8:53,9      |
| 24    | AUT  | Karl Prochaska      | 9:02,6      |

12. Februar 1936, 10:15 Uhr 

37 Teilnehmer aus 16 Ländern, davon 35 in der Wertung.
Aufgrund der guten Eisverhältnisse konnten an diesem Mittwochnormittag neun Athleten den am 26. Januar 1924 durch Clas Thunberg in Chamonix aufgestellten olympischen Rekord (8:39,0) unterbieten. Die Norweger erwiesen sich in technischer Hinsicht ihren Konkurrenten überlegen, die Finnen verdankten ihre guten Resultate dem Einsatz ihrer ganzen Kräfte. Die Japaner zeigten sich technisch recht gut, waren aber durch ihre kurzen Beine zu stark handicapiert, denn auf einen Schritt eines Norwegers kamen in der Regel zwei eines Japaners. Von den aussichtsreichsten Läufern kam nur der Deutsche Willy Sandner zu Sturz.

### 10.000 m
| Platz | Land | Sportler          | Zeit (min)   |
| ----- | ---- | ----------------- | ------------ |
| 1     | NOR  | Ivar Ballangrud   | 17:24,3 (OR) |
| 2     | FIN  | Birger Wasenius   | 17:28,2      |
| 3     | AUT  | Max Stiepl        | 17:30,0      |
| 4     | NOR  | Charles Mathiesen | 17:41,2      |
| 5     | FIN  | Ossi Blomqvist    | 17:42,4      |
| 6     | NED  | Jan Langedijk     | 17:43,7      |
| 7     | FIN  | Antero Ojala      | 17:46,6      |
| 8     | USA  | Eddie Schroeder   | 17:52,0      |
| 9     | POL  | Janusz Kalbarczyk | 17:54,0      |
| 10    | NOR  | Michael Staksrud  | 17:56,7      |
| 11    | AUT  | Karl Wazulek      | 17:57,1      |
| 12    | GER  | Willy Sandner     | 18:02,0      |
|       |      |                   |              |
| 15    | GER  | Heinz Sames       | 18:04,3      |
| 24    | AUT  | Wilhelm Löwinger  | 18:46,5      |
| 27    | AUT  | Franz Ortner      | 19:19,1      |

14. Februar 1936, 09:00 Uhr 

30 Teilnehmer aus 14 Ländern, davon 28 in der Wertung.
Gestartet wurde in Zweiergruppen. Über 10.000 m liefen die beiden Favoriten, Ivar Ballangrud und Birger Wasenius, direkt gegeneinander. Anfänglich führten die beiden abwechslungsweise, aber nach fünf Runden zog Ballangrud davon und holte unangefochten einen Vorsprung von 50 Metern heraus. Er schlug den bisherigen, vor vier Jahren aufgestellten olympischen Rekord des Kanadiers Alexander Hurd (17:56,2) um mehr als eine halbe Minute. Noch weitere acht Läufer blieben unter dieser bisherigen Marke. Auf den Start verzichtet hatten die beiden US-Läufer Delbert Lamb und Leo Freisinger.